# Незамінні амінокислоти
Незамі́нні амінокисло́ти — амінокислоти, які, на відміну від замінних, не можуть синтезуватися в організмі і повинні обов’язково надходити з їжею. Їх синтезують рослини, гриби, бактерії.
Для людського організму незамінними є такі амінокислоти:
1. Аргінін (для дітей та літніх людей);
2. Валін;
3. Гістидин (для дітей);
4. Ізолейцин;
5. Лейцин;
6. Лізин;
7. Метіонін;
8. Треонін;
9. Триптофан;
10. Фенілаланін.

## Вміст незамінних амінокислот уїжі
- Аргінін міститься у насінні гарбуза, свинині, яловичині, арахісі, кунжуті, йогурті, швейцарському сирі;
- Валін міститься у зернових, м’ясі, грибах, молочних продуктах, арахісі, сої;
- Гістидин міститься у тунці, лососі, свинячій вирізці, яловичому філе, курячих грудках, соєвих бобах, арахісі, сочевиці;
- Ізолейцин міститься у мигдалі, кеш’ю, м’ясі, турецькому горосі (нут), яйцях, рибі, сочевиці, печінці, житі, у більшості насіння, сої;
- Лейцин міститься у м’ясі, рибі, бурому рисі, сочевиці, горіхах, більшості насіння;
- Лізин міститься у рибі, м’ясі, молочних продуктах, пшениці, горіхах, у щириці;
- Метіонін міститься у молоці, м’ясі, рибі, яйцях, бобах, квасолі, сочевиці і сої;
- Треонін міститься у молочних продуктах та яйцях, у помірних кількостях — у горіхах і бобах;
- Триптофан міститься у вівсі, бананах, сушених фініках, арахісі, кунжуті, кедрових горіхах, молоці, йогурті, сирі, рибі, курці, індичці, м’ясі;
- Фенілаланін міститься у яловичині, курячому м’ясі, рибі, соєвих бобах, яйцях, сирі, молоці. Також є складовою частиною синтетичного цукрозамінника — аспартаму, котрий активно використовується в харчовій промисловості.

Наявність повного набору незамінних амінокислот не тільки у продуктах тваринного походження, але і у продуктах рослинництва дає можливість забезпечувати людський організм достатньою кількістю незамінних амінокислот виключно за допомогою рослинної їжі.

## Компенсація незамінних амінокислот
Попри те, що самостійно організм не здатний синтезувати незамінні амінокислоти, їх нестача у деяких випадках все ж таки може бути частково компенсованою. Так, наприклад, брак незамінного фенілаланіну може бути частково заміщений замінимим тирозином. Гомоцистеїн, разом з необхідною кількістю донорів метильних груп, знижує потреби у метіоніні, а глутамінова кислота частково заміщає аргінін.
Також необхідно пам’ятати, що для різних видів організмів список незамінних амінокислот у деяких випадках відрізняється.